# Ханс VI фон дер Шуленбург
Ханс VI фон дер Шуленбург (на немски: Hans VI von der Schulenburg; * 1506; † 1561) е благородник от „Черната линия“ на род фон дер Шуленбург.

## Произход
Той е вторият син на Дитрих VI фон дер Шуленбург (1460 – 1524) и внук на „кнапе“ (оръженосец, носач на щит) Вернер IX фон дер Шуленбург (1438 – 1460) и съпругата му Мета фон дер Берге?. Правнук е на рицар Бернхард VI фон дер Шуленбург († 1453) и Илза фон дер Берге? († сл. 1438). Брат е на неженените Вернер XIV фон дер Шуленбург (1506 – 1534), Курт I фон дер Шуленбург (1518 – 1555) и Еразмус фон дер Шуленбург (* 1518). Потомък е на рицар Дитрих II фон дер Шуленбург (1302 – 1340) и Лукардис († сл. 1345).
През 14 век синовете на рицар Вернер II фон дер Шуленбург († сл. 1304) разделят фамилията в Алтмарк на две линии, рицар Дитрих II († 1340) основава „Черната линия“, по-малкият му брат рицар Бернхард I († сл. 1340) „Бялата линия“. Днес родът е от 22. генерация.

## Фамилия
Ханс VI фон дер Шуленбург се жени за Луция фон Хаймбург. Те имат две деца:
- Георг VI фон дер Шуленбург (* 1562; † 21 март 1571)
- Маргарета фон дер Шуленбург († сл. 11 септември 1571), омъжена за граф Йахим IV фон дер Шуленбург (* пр. 1557/пр. 1545; † 1599/1602) от „Бялата линия“